# Marion Pellissier
Pour les articles homonymes, voir Pellissier.
 (mai 2019).
Si vous disposez d'ouvrages ou d'articles de référence ou si vous connaissez des sites web de qualité traitant du thème abordé ici, merci de compléter l'article en donnant les références utiles à sa vérifiabilité et en les liant à la section « Notes et références ».
Marion Pellissier, née le 16 septembre 1988 à Saint-Jean-de-Maurienne, est une skieuse alpine française. Elle concourt dans toutes les disciplines.

## Biographie
Marion Pellissier fait partie de l'équipe B de l'équipe de France. Elle a couru sa première descente FIS le 18 novembre 2003. Elle apparaît pour la première fois sur la ligne de départ dans la coupe d'Europe de ski alpin le 17 janvier 2006. Elle a gagné ses premières courses pendant la saison 2008-2009 de la coupe d'Europe ; précédemment, elle s'était classée deux fois dans le top 10. Sa première victoire en Coupe d'Europe, elle l'a remportée dans le super combiné de Crans-Montana le 9 mars 2008.
Marion Pellissier a participé à deux reprises à deux éditions des Championnats du Monde juniors de ski alpin en 2007, où son meilleur résultat est douzième en slalom et en 2008, où elle finit septième dans la descente. Lors des Championnats d'Europe en salle en 2009 le 7 novembre à Amnéville, elle remporte la médaille de bronze en slalom. Le 18 décembre 2009, Pellissier participe à sa quatrième course de Coupe du monde, le super combiné de Val-d'Isère, et marque ses premiers points en atteignant la dixième place.
Le 21 décembre 2010 à Valtournenche elle finit cinquième dans le slalom géant, derrière deux autres françaises en première et quatrième places.
Elle finit en tête des slaloms géants du 7 février 2011 à La Plagne et du 15 février 2011 à Abetone, respectivement en course FIS et en Coupe d'Europe.
Enfin, pour finir la saison 2010-2011, Marion Pellissier se place troisième en descente FIS à Tignes le 25 mars et deuxième au super G du Grand-Bornand le 2 avril 2011.
La saison 2011-2012 commence doucement pour la skieuse, qui obtient une deuxième place avec un temps de 1 min 15 s 78 centièmes en descente de Coupe d'Europe, le 22 janvier 2012 juste derrière Carolina Ruiz Castillo, à 1 min 15 s 39 centièmes. En Suisse à Saint-Moritz, Marion Pellissier obtient la dixième place en combiné de Coupe du monde FIS. Elle est ainsi la première française sur cette course dominée par Lindsey Vonn.
À L'Alpe d'Huez, Marion Pellissier aborde la fin de saison 2011-2012 avec une victoire en super G le 29 mars avec un temps total de 1:27.75 et une troisième marche deux jours après, le 30 mars en descente après Marion Rolland et juste derrière l'italienne Camilla Borsotti.
L'hiver 2012-2013 est marqué par une rupture du ligament croisé antérieur de la jambe droite survenue en septembre 2012, suivie d'une opération réussie le 8 octobre mais qui la prive de compétitions le temps de sa rééducation.
Marion Pelissier attaque de nouveau la course après de nombreux efforts, du sport et de la rééducation et sa première course pour la saison 2013/2014 a lieu le 18 décembre 2013 à St Moritz avec une place de no 19 en descente.
Mais quelques jours après, elle finit première en super G et en super combiné à Tignes, le 23 décembre.
Sa blessure se fait encore sentir et malgré des déceptions, elle ne lâche pas l'affaire.
La Coupe du monde en descente se termine pour la skieuse avec une 19e position.
Elle finit première en slalom le 14 février à Val Cenis et un mois après à Arrèches-Beaufort le 15 mars.
Marion finit sa saison 2013/2014 avec une 19e place dans la descente de Crans Montana avec une poignée de centième derrière Jennifer Piot sa compatriote.
L'été passé, elle retourne parfaire son entraînement au Chili.
L'hiver 2014/2015 pour Marion après un entrainement soutenu mêlant VTT, sorties en montagnes elle entame sa première course de coupe du monde à Lake Louise avec une 44e place en Descente, 4e française 0.73" derrière Margot Bailet.
De retour en France après cette virée au Canada, la skieuse revient sur le territoire français et dispute une première descente le 20/12 à Val d'Isère qui se solde par une chute un peu lourde mais sans gravité.
S'ensuivent un super G à Val d'Isère et un géant à La Plagne avec des places respectives de 31e et 11e.
À Hinterstoder, le 29 janvier, à la recherche de ses sensations, elle reprend confiance et finit 4e à une manche de Coupe d'Europe en descente et dans la même journée 1re d'une manche de super G.
Elle est suivie de près sur les 2 manches par sa compatriote Romane Miradoli.
Sans résultat à Garmisch-Partenkirchen, elle fait 3e en mars à trois reprises de manière très honorable à Les Menuires en super G et combiné mais surtout à Soldeu où elle cumule une 4e place en combiné avec une 3e en descente de Coupe d'Europe.
La skieuse de Saint-François Longchamp s'offre ainsi la première place au classement général du super combiné. 
Il s'ensuit le même mois une nouvelle blessure avec rupture de ligament au genou gauche.
Cela condamne la saison suivante où Marion se consacre à sa rémission.
Mais malgré tous ses efforts, un énorme travail physique et un réel appui moral grâce au groupe de l'équipe de France soudé, la skieuse peine.
La saison 2016/2017 démarre avec des résultats peu satisfaisants. Les places dans les 30es ou 40es se cumulent. Seule une place de 25e en combiné à Val d'Isère vient lui donner du baume au cœur. Le 5 mars 2017, Pellissier annonce la fin de sa carrière sportive sur les réseaux sociaux.

## Palmarès

### Coupe du monde
- Meilleur classement général : 61e en 2012.
- Meilleur résultat :
  - Coupe du monde de ski alpin 2011-2012 : 10e super combiné à Saint-Moritz.
  - Coupe du monde de ski alpin 2009-2010 : 10e super combiné à Val-d'Isère.

#### Différents classements en Coupe du monde
| Saison / Épreuve | Saison / Épreuve | Général | Général | Descente | Descente | Super G | Super G | Combiné | Combiné |
| ---------------- | ---------------- | ------- | ------- | -------- | -------- | ------- | ------- | ------- | ------- |
| Saison / Épreuve | Saison / Épreuve | Class.  | Points  | Class.   | Points   | Class.  | Points  | Class.  | Points  |
| 2010             | 2010             | 98e     | 16      | -        | -        | -       | -       | 26e     | 16      |
| 2011             | 2011             | 84e     | 51      | 49e      | 1        | -       | -       | 14e     | 50      |
| 2012             | 2012             | 61e     | 105     | 32e      | 46       | 36e     | 20      | 14e     | 39      |
| 2014             | 2014             | 101e    | 225     | 43e      | 143      | -       | -       | 29e     | -       |
| 2015             | 2015             | 110e    | 6       | 47e      | 1        | 49e     | 5       | -       | -       |
| 2017             | 2017             | 120e    | 6       | -        | -        | -       | -       | 49e     | 6       |

### Championnats du monde junior
- Altenmarkt 2007 : 12e en slalom, 15e en descente.
- Formaigal 2008 : 7e en  descente, 27e en super G.

### Coupe d'Europe
- Gagnante du classement de combiné en 2015.
- Victoires en Coupe d'Europe :

| Date             | Lieu                  | Pays     | Discipline   |
| ---------------- | --------------------- | -------- | ------------ |
| 14 décembre 2008 | Saint-Moritz          | Suisse   | Combiné      |
| 20 décembre 2008 | Altenmarkt-Zauchensee | Autriche | Descente     |
| 15 février 2011  | Abetone               | Italie   | Slalom géant |
| 28 janvier 2015  | Hinterstoder          | Autriche | Super G      |

### Championnats de France
- Championne de France de combiné en 2009.

### Autres résultats
- Médaille de bronze en slalom aux Championnats d'Europe en salle : en 2009.
- 12 victoires dans les courses FIS (5 en slalom, 3 en slalom géant, 3 en super-G 1 en super combiné).